# Jean-Philippe Martzel
Jean-Philippe Martzel, né le 26 janvier 1964 à Paris est un publicitaire. Il a fondé le cabinet de planning stratégique Babylone5. Il avait été nommé Head Coach Creative Strategy à l'agence Insign en Septembre 2019 . Il était auparavant Directeur de la Stratégie pour Fred & Farid Paris.

## Biographie
Jean-Philippe Martzel naît le 26 janvier 1964 à Paris. Fils unique de brasseurs, il grandit Villa de l'Avenir à La Courneuve.
Il fréquente le lycée Jacques-Brel à La Courneuve.
Il est élève en anthropologie de l'EHESS, titulaire d'une maîtrise de géographie et d'un DESS urbanisme et aménagement urbain ainsi que d'un master en communication.
Il travaille pour Devarrieux Villaret, BETC, DDB Paris, W ou encore DigitasLBi France.
Marié le 22 juillet 2000 à une directrice de la communication, il a trois enfants.
En 2014, Jean-Philippe Martzel fonde l'agence digitale Lost Boys. Après avoir été directeur général d'Interbrand France en 2016,, il rejoint en 2017 Fred & Farid Paris, nommé Head of Strategy & Business Intelligence,, il était chargé des enjeux de business intelligence et du planning stratégique. Depuis Septembre 2019 il était associé et Head Coach Creative Strategy chez Insign jusqu'en 2023 année pendant laquelle il lance le cabinet de conseil en stratégie de communication Babylone5.